# Ludwik Glib
Ludwik Glib (ur. 25 września 1931, zm. 18 sierpnia 1987) – polski kierowca wyścigowy.

## Biografia
Należał do pionierów polskiego kartingu. Samodzielnie skonstruował gokarta, którym zadebiutował podczas wyścigu w Warszawie 4 grudnia 1960; zajął w nim trzecie miejsce. W 1961 roku uczestniczył w wyścigu w Budapeszcie. W roku 1963 zwyciężył w zawodach w Radomiu. W tym samym roku został powołany do kartingowej reprezentacji Polski i uczestniczył w zawodach w Budapeszcie. Został również ogłoszony przez Główną Komisję Sportów Samochodowych najlepszym kartingowym zawodnikiem Polski sezonu 1963.
W 1964 roku zadebiutował w WSMP w kategorii formuły wolnej, zwyciężając Krabem 76 wyścig w Krakowie. Umożliwiło mu to zajęcie piątego miejsca na koniec sezonu. W sezonie 1966 zadebiutował w Polskiej Formule 3. Piąte miejsce w Warszawie oraz czwarte w Krakowie umożliwiły mu zajęcie piątego miejsca w klasyfikacji końcowej sezonu. W 1967 roku zajął czwarte miejsce w Puławach, dzięki czemu uzyskał dziewiąte miejsce w klasyfikacji generalnej kierowców.
W 1969 roku wygrał wyścig w Zielonej Górze, rozgrywany w ramach Kartingowych Mistrzostw Polski.
W 1991 roku zainaugurowano w Radomiu memoriał jego imienia.

## Wyniki w Polskiej Formule 3
| Legenda oznaczeń w tabelach wyników Wyświetl szablon na nowej stronie | Legenda oznaczeń w tabelach wyników Wyświetl szablon na nowej stronie                                                                     |
| Oznaczenie                                                            | Wyjaśnienie |
| --------------------------------------------------------------------- | --- |
| Złoty                                                                 | Zwycięzca lub mistrzostwo |
| Srebrny                                                               | 2. miejsce lub wicemistrzostwo |
| Brązowy                                                               | 3. miejsce lub II wicemistrzostwo |
| Zielony                                                               | Ukończył, punktował (w klasyfikacji generalnej, gdy zdobył co najmniej jeden punkt na przestrzeni sezonu, poza trzema powyższymi opcjami) |
| Niebieski                                                             | Ukończył, nie punktował (w klasyfikacji generalnej, gdy nie zdobył co najmniej jednego punktu na przestrzeni sezonu)                      |
| Czerwony                                                              | Nie zakwalifikował się (NZ) |
| Czerwony                                                              | Nie prekwalifikował się (NPK) |
| Różowy                                                                | Nie ukończył (NU) |
| Różowy                                                                | Niesklasyfikowany (NS) (w klasyfikacji generalnej, gdy nie został sklasyfikowany w żadnym wyścigu sezonu)                                 |
| Czarny                                                                | Zdyskwalifikowany (DK) |
| Czarny                                                                | Wykluczony (WYK/EX) |
| Biały                                                                 | Nie wystartował (NW) |
| Biały                                                                 | Kontuzjowany (K/INJ) |
| Biały                                                                 | Wyścig odwołany (OD/C) |
| Bez koloru                                                            | Został wycofany (WYC/WD) |
| Bez koloru                                                            | Nie przybył (NP/DNA) |
| Bez koloru                                                            | Nie brał udziału w treningach (NT/DNP) |
| Bez koloru                                                            | Nie został zgłoszony (–) |
| Pogrubienie                                                           | Start z pole position |
| Kursywa                                                               | Najszybsze okrążenie wyścigu |
| †                                                                     | Nie ukończył, ale jego rezultat został zaliczony ze względu na przejechanie więcej niż 90% dystansu wyścigu.                              |
| *                                                                     | Sezon w trakcie |
| 1/2/3                                                                 | Punktowana pozycja w sprincie kwalifikacyjnym                                                                                             |
| Lista systemów punktacji Formuły 1                                    | |

| Rok  | Zespół                 | Samochód | Silnik | Wyniki w poszczególnych eliminacjach | Wyniki w poszczególnych eliminacjach | Wyniki w poszczególnych eliminacjach | Wyniki w poszczególnych eliminacjach | Pkt. | Msc. |
| ---- | ---------------------- | -------- | ------ | ------------------------------------ | ------------------------------------ | ------------------------------------ | ------------------------------------ | ---- | ---- |
| 1966 |                        |          |        |                                      |                                      |                                      |                                      | 6    | 5    |
| 1966 | Automobilklub Radomski |          |        | 7                                    | -                                    | 4                                    | -                                    | 6    | 5    |
| 1967 |                        |          |        |                                      |                                      |                                      |                                      | 3    | 9    |
| 1967 | Automobilklub Radomski |          |        | -                                    | -                                    | 4                                    |                                      | 3    | 9    |